# هلان صفرعلی (هوراند)
هلان صفرعلی یکی از روستاهای استان آذربایجان شرقی است که در دهستان چهاردانگه بخش مرکزی شهرستان هوراند واقع شده‌است. این روستا ۱۴۵ نفر جمعیت دارد.